# Cheilotrichia cheloma
Cheilotrichia cheloma är en tvåvingeart som beskrevs av Alexander 1970. Cheilotrichia cheloma ingår i släktet Cheilotrichia och familjen småharkrankar. Inga underarter finns listade i Catalogue of Life.